# Steve Davis
Steve Davis (Londen, 22 augustus 1957) is een Engels voormalig professioneel snookerspeler. Zijn gloriedagen beleefde hij in de jaren 80, waarin hij in totaal zes keer het wereldkampioenschap in de Crucible in Sheffield won.
Hij is geen familie van de snookerspelende broers Fred en Joe Davis, de grondleggers van het moderne snooker.
Hij werd professioneel speler in 1978, op zijn 21ste. Hij won het wereldkampioenschap voor de eerste keer in 1981 en daarna nog vijf keer, een record in die tijd. In de jaren 90 nam Stephen Hendry de rol van Davis als dominerende speler in het wereldkampioenschap over.
Zijn finale van het wereldkampioenschap van 1985 tegen Dennis Taylor werd rechtstreeks uitgezonden en haalde een recordaantal kijkers van 18 miljoen mensen. Dat was bijna een derde van de toenmalige bevolking van het Verenigd Koninkrijk. De wedstrijd duurde tot diep in de nacht en werd uiteindelijk met 18-17 gewonnen door Taylor, waarbij de laatste zwarte bal de beslissing bracht.
Davis staat erom bekend dat hij erg koel blijft wanneer hij onder hoge druk staat, wat hem de bijnamen The Ginger Magician (De Rossige Tovenaar) en The Nugget (De Goudklomp) opleverde.
Vanwege zijn emotieloze gelaatsuitdrukking en zijn monotone stem had Davis in de jaren 80 een saai imago, in die mate dat hij in de serie Spitting Image zelfs Steve 'interesting' Davis werd genoemd. Dit veranderde in de jaren 90, toen Davis zijn topjaren achter zich had liggen en hij meer voor zijn plezier ging spelen. Hij werd losser (vooral buiten de tafel) en daardoor een stuk populairder. Hij presenteerde enige tijd een eigen televisiequiz. Soms liet Davis nog serieus van zich spreken op de snookertafel. Zo won hij in 1997 vanuit het niets het Masters-toernooi en wist hij in 2005, op zijn 48e, door te dringen tot de finale van het UK Championship, die hij verloor van Ding Junhui. Dit nadat hij in de halve finale nog wel zijn rivaal Stephen Hendry had verslagen. In 2010 reikte hij tijdens de wereldkampioenschappen in Sheffield tot de kwartfinale, na onder andere regerend wereldkampioen John Higgins te hebben verslagen.
Tot en met april 2016 nam Davis deel aan de grote toernooien. Al tijdens zijn actieve carrière schoof hij na uitschakelingen aan bij de BBC in de rol van medecommentator en analist gedurende de rest van het toernooi, meestal samen met John Parrott of Stephen Hendry, eveneens voormalig wereldkampioenen. Na zijn uitschakeling in de WK-voorrondes van april 2016 kondigde hij zijn afscheid als professioneel speler aan. Hij kreeg tijdens het WK een ereronde met de trofee in handen.
In 2013 won hij voor het eerst de World Seniors Championship. In de finale versloeg hij Nigel Bond met 2-1.
Naast de snookersport is hij een pool- en pokerspeler.
Hij is een fan van de Franse progressieve Rockband Magma en heeft ooit, voornamelijk voor eigen plezier, een concert van deze band georganiseerd in Londen. Davis is ook een club- en festival-DJ en gaf in 2016 op het Glastonbury Festival een optreden. In 2018 was hij aanwezig op het Best Kept Secret (festival)
In 1988 werd Davis onderscheiden met een benoeming tot Lid in de Orde van het Britse Rijk en in 2001 werd hij bevorderd tot Officier in dezelfde orde.

## Belangrijkste resultaten

### Rankingtitels
| #   | Seizoen     | Toernooi            | Verliezend finalist | Verliezend finalist | Score |
| --- | ----------- | ------------------- | ------------------- | ------------------- | ----- |
| 1.  | 1980 / 1981 | Wereldkampioenschap | Doug Mountjoy       | WAL                 | 18-12 |
| 2.  | 1982 / 1983 | Scottish Masters    | Paul Hunter         | ENG                 | 9-4   |
| 3.  | 1982 / 1983 | Wereldkampioenschap | Cliff Thorburn      | CAN                 | 18-6  |
| 4.  | 1983 / 1984 | Scottish Masters    | Tony Knowles        | ENG                 | 9-5   |
| 5.  | 1983 / 1984 | Scottish Open       | Cliff Thorburn      | CAN                 | 9-4   |
| 6.  | 1983 / 1984 | Wereldkampioenschap | Jimmy White         | ENG                 | 18-16 |
| 7.  | 1984 / 1985 | UK Championship     | Alex Higgins        | NIR                 | 16-8  |
| 8.  | 1984 / 1985 | Scottish Open       | Tony Knowles        | ENG                 | 9-2   |
| 9.  | 1985 / 1986 | World Open          | Dennis Taylor       | NIR                 | 10-9  |
| 10. | 1985 / 1986 | British Open        | Willie Thorne       | ENG                 | 12-7  |
| 11. | 1986 / 1987 | Wereldkampioenschap | Joe Johnson         | ENG                 | 18-14 |
| 12. | 1987 / 1988 | UK Championship     | Jimmy White         | ENG                 | 16-14 |
| 13. | 1987 / 1988 | Scottish Open       | Cliff Thorburn      | CAN                 | 12-5  |
| 14. | 1987 / 1988 | Wereldkampioenschap | Terry Griffiths     | WAL                 | 18-11 |
| 15. | 1988 / 1989 | Scottish Open       | Jimmy White         | ENG                 | 12-6  |
| 16. | 1988 / 1989 | Wereldkampioenschap | John Parrott        | ENG                 | 18-3  |
| 17. | 1989 / 1990 | World Open          | Dean Reynolds       | ENG                 | 10-0  |
| 18. | 1989 / 1990 | Scottish Open       | Stephen Hendry      | SCO                 | 9-4   |
| 19. | 1992 / 1993 | European Masters    | Stephen Hendry      | SCO                 | 10-4  |
| 20. | 1992 / 1993 | British Open        | James Wattana       | THA                 | 10-2  |
| 21. | 1993 / 1994 | Welsh Open          | Alan McManus        | SCO                 | 9-6   |
| 22. | 1994 / 1995 | Welsh Open          | John Higgins        | SCO                 | 9-3   |

### Niet-rankingtitels
| #   | Seizoen     | Toernooi        | Verliezend finalist | Verliezend finalist | Score  |
| --- | ----------- | --------------- | ------------------- | ------------------- | ------ |
| 1.  | 1980 / 1981 | UK Championship | Alex Higgins        | NIR                 | 16-6   |
| 2.  | 1980 / 1981 | British Open    | David Taylor        | ENG                 | 9-6    |
| 3.  | 1981 / 1982 | UK Championship | Terry Griffiths     | WAL                 | 16-3   |
| 4.  | 1981 / 1982 | Masters         | Terry Griffiths     | WAL                 | 9-5    |
| 5.  | 1981 / 1982 | Scottish Open   | Dennis Taylor       | NIR                 | 9-0    |
| 6.  | 1981 / 1982 | British Open    | Terry Griffiths     | WAL                 | 9-7    |
| 7.  | 1982 / 1983 | Irish Masters   | Ray Reardon         | WAL                 | 6-5    |
| 8.  | 1983 / 1984 | British Open    | n.v.t.              | n.v.t.              | n.v.t. |
| 9.  | 1983 / 1984 | Irish Masters   | Ray Reardon         | WAL                 | 9-1    |
| 10. | 1985 / 1986 | China Masters   | Dennis Taylor       | NIR                 | 2-1    |
| 11. | 1986 / 1987 | China Masters   | Terry Griffiths     | WAL                 | 3-0    |
| 12. | 1986 / 1987 | Irish Masters   | Willie Thorne       | ENG                 | 9-1    |
| 13. | 1986 / 1987 | Premier League  | n.v.t.              | n.v.t.              | n.v.t. |
| 14. | 1987 / 1988 | Masters         | Mike Hallett        | ENG                 | 9-0    |
| 15. | 1987 / 1988 | Irish Masters   | Neal Foulds         | ENG                 | 9-4    |
| 16. | 1987 / 1988 | Premier League  | n.v.t.              | n.v.t.              | n.v.t. |
| 17. | 1988 / 1989 | Premier League  | n.v.t.              | n.v.t.              | n.v.t. |
| 18. | 1989 / 1990 | Irish Masters   | John Parrott        | ENG                 | 9-5    |
| 19. | 1989 / 1990 | Premier League  | n.v.t.              | n.v.t.              | n.v.t. |
| 20. | 1992 / 1993 | Irish Masters   | Alan McManus        | SCO                 | 9-4    |
| 21. | 1993 / 1994 | Irish Masters   | Alan McManus        | SCO                 | 9-8    |
| 22. | 1996 / 1997 | Masters         | Ronnie O'Sullivan   | ENG                 | 10-8   |

### Wereldkampioenschap
Hoofdtoernooi (laatste 32 of beter):
| #   | Seizoen     | Editie  | Prestatie      | Extra                                 |
| --- | ----------- | ------- | -------------- | ------------------------------------- |
| 1.  | 1978 / 1979 | WK 1979 | Laatste 16     | Verloor met 13-11 van Dennis Taylor   |
| 2.  | 1979 / 1980 | WK 1980 | Kwartfinale    | Verloor met 13-9 van Alex Higgins     |
| 3.  | 1980 / 1981 | WK 1981 | Wereldkampioen | Won met 18-12 van Doug Mountjoy       |
| 4.  | 1981 / 1982 | WK 1982 | Laatste 32     | Verloor met 10-1 van Tony Knowles     |
| 5.  | 1982 / 1983 | WK 1983 | Wereldkampioen | Won met 18-6 van Cliff Thorburn       |
| 6.  | 1983 / 1984 | WK 1984 | Wereldkampioen | Won met 18-16 van Jimmy White         |
| 7.  | 1984 / 1985 | WK 1985 | Finale         | Verloor met 18-17 van Dennis Taylor   |
| 8.  | 1985 / 1986 | WK 1986 | Finale         | Verloor met 18-12 van Joe Johnson     |
| 9.  | 1986 / 1987 | WK 1987 | Wereldkampioen | Won met 18-14 van Joe Johnson         |
| 10. | 1987 / 1988 | WK 1988 | Wereldkampioen | Won met 18-11 van Terry Griffiths     |
| 11. | 1988 / 1989 | WK 1989 | Wereldkampioen | Won met 18-3 van John Parrott         |
| 12. | 1989 / 1990 | WK 1990 | Halve finale   | Verloor met 16-14 van Jimmy White     |
| 13. | 1990 / 1991 | WK 1991 | Halve finale   | Verloor met 16-10 van John Parrott    |
| 14. | 1991 / 1992 | WK 1992 | Laatste 32     | Verloor met 10-4 van Peter Ebdon      |
| 15. | 1992 / 1993 | WK 1993 | Laatste 16     | Verloor met 13-11 van Alan McManus    |
| 16. | 1993 / 1994 | WK 1994 | Halve finale   | Verloor met 16-9 van Stephen Hendry   |
| 17. | 1994 / 1995 | WK 1995 | Laatste 32     | Verloor met 10-7 van Andy Hicks       |
| 18. | 1995 / 1996 | WK 1996 | Kwartfinale    | Verloor met 13-10 van Peter Ebdon     |
| 19. | 1996 / 1997 | WK 1997 | Laatste 16     | Verloor met 13-3 van Ken Doherty      |
| 20. | 1997 / 1998 | WK 1998 | Laatste 16     | Verloor met 13-7 van Mark Williams    |
| 21. | 1998 / 1999 | WK 1999 | Laatste 32     | Verloor met 10-9 van Joe Perry        |
| 22. | 1999 / 2000 | WK 2000 | Laatste 16     | Verloor met 13-11 van John Higgins    |
| 23. | 2002 / 2003 | WK 2003 | Laatste 32     | Verloor met 10-6 van Stephen Lee      |
| 24. | 2003 / 2004 | WK 2004 | Laatste 32     | Verloor met 10-7 van Anthony Hamilton |
| 25. | 2004 / 2005 | WK 2005 | Kwartfinale    | Verloor met 13-4 van Shaun Murphy     |
| 26. | 2005 / 2006 | WK 2006 | Laatste 16     | Verloor met 13-7 van Shaun Murphy     |
| 27. | 2006 / 2007 | WK 2007 | Laatste 32     | Verloor met 10-9 van John Parrott     |
| 28. | 2007 / 2008 | WK 2008 | Laatste 32     | Verloor met 10-8 van Stuart Bingham   |
| 29. | 2008 / 2009 | WK 2009 | Laatste 32     | Verloor met 10-2 van Neil Robertson   |
| 30. | 2009 / 2010 | WK 2010 | Kwartfinale    | Verloor met 13-5 van Neil Robertson   |

Joe Davis · Walter Donaldson · Fred Davis · Horace Lindrum · John Pulman · John Spencer · Ray Reardon · Alex Higgins · Terry Griffiths · Cliff Thorburn · Steve Davis · Dennis Taylor · Joe Johnson · Stephen Hendry · John Parrott · Ken Doherty · John Higgins · Mark Williams · Ronnie O'Sullivan · Peter Ebdon · Shaun Murphy · Graeme Dott · Neil Robertson · Mark Selby · Stuart Bingham · Judd Trump · Luca Brecel · Kyren Wilson · Zhao Xintong